# 211343 Dieterhusar
211343 Dieterhusar è un asteroide della fascia principale. Scoperto nel 2002, presenta un'orbita caratterizzata da un semiasse maggiore pari a 2,6160697 UA e da un'eccentricità di 0,1003532, inclinata di 1,81515° rispetto all'eclittica.
L'asteroide è dedicato all'astrofilo tedesco Dieter Husar.